# 18 Hours (película de 2017)
18 Hours es una película dramática keniana de 2017 escrita y dirigida por Njue Kevin. El elenco incluye a Nick Ndeda, Sue Wanjiru, Brian Ogola, Isaya Evans y Shirleen Wangari.
La película sigue a un paramédico novato que pasa 18 horas en una ambulancia luchando por la vida de un paciente a quien se le niega la admisión al hospital. Hizo historia al ser la primera película de Kenia en ser nominada a Mejor película en general en los premios Africa Magic Viewers Choice Awards (AMVCA), con otras 4 nominaciones en la edición de 2018.

## Sinopsis
Basada libremente en la historia del paramédico Brian Odhiambo, la película ofrece una perspectiva positiva del sistema de salud, con un médico que hará lo que sea necesario para salvar la vida de un paciente.

## Reparto
| Actor              | Personaje |
| ------------------ | --------- |
| Nick Ndeda         |           |
| Sue Wanjiru        |           |
| Brian Ogola        |           |
| Achar Brian        |           |
| Junniah W Kariithi |           |
| shirleen Wangari   |           |
| Ruth Maingi        |           |
| Brenda Wairimu     |           |

## Producción
La inspiración llegó en 2015 cuando Njue Kevin, escritor y director de la película, leyó un artículo en el periódico. Una historia inspirada en la tragedia de la vida real, en la que un hombre sangraba en una ambulancia durante 18 horas porque el Hospital Nacional Kenyatta afirmó que no tenía una cama disponible en la UCI. Y fue así como tomó forma la idea de que podría ser una película poderosa, con la capacidad de entretener y servir al cambio social. Luego se incorporó a la productora, Phoebe Ruguru y el desarrollo del guion comenzó hablando con médicos y técnicos de emergencia.  
El proceso de audición estuvo abierto al público e involucró a actores kenianos a pesar de que la producción recibió solicitudes de todo el mundo, incluidos algunos actores de Los Ángeles, Hollywood, Londres y Alemania. La convocatoria de audición se puso en línea y recibió 1000 postulantes con 25 llegando a la película. Después de la escritura, Njue contrató a un artista de guiones gráficos y acampó 4 semanas en su departamento en Nairobi donde realizaron bocetos e imágenes para contar visualmente la historia.